# Плосківська сільська рада (Свалявський район)
| Плосківська сільська рада — орган місцевого самоврядування у Свалявському районі Закарпатської області з адміністративним центром у с. Плоске. Сільській раді підпорядковані населені пункти: - с. Плоске - с. Оленьово - с. Павлово - с. Плоский Потік - с. Яківське |

## Склад ради
Рада складається з 20 депутатів та голови.

## Керівний склад сільської ради
| ПІБ                         | Основні відомості                                                    | Дата обрання | Дата звільнення |
| --------------------------- | -------------------------------------------------------------------- | ------------ | --------------- |
| Рошкович Михайло Михайлович | Сільський голова, 1952 року народження, освіта, член народної партії | 26.03.2006   | 31.10.2010      |
| Мориляк Василь Васильович   | Сільський голова, 1972 року народження, освіта вища, безпартійний    | 31.10.2010   |                 |

Примітка: таблиця складена за даними джерела

## Населення
Згідно з переписом УРСР 1989 року чисельність наявного населення сільської ради становила 2664 особи, з яких 1281 чоловік та 1383 жінки.
За переписом населення України 2001 року в сільській раді мешкали 2893 особи.

### Мова
Розподіл населення за рідною мовою за даними перепису 2001 року:
| Мова       | Відсоток |
| ---------- | -------- |
| українська | 99,72 %  |
| російська  | 0,17 %   |
| білоруська | 0,03 %   |
| угорська   | 0,03 %   |